# Verónica Cepede Royg
Verónica Cepede Royg (ur. 21 stycznia 1992 w Asunción) – paragwajska tenisistka, medalistka igrzysk Ameryki Południowej oraz igrzysk panamerykańskich, reprezentantka kraju w Pucharze Federacji.

## Kariera tenisowa
Karierę tenisową rozpoczęła w wieku czternastu lat, w kwietniu 2006 roku, reprezentując swój kraj w rozgrywkach Pucharu Federacji i to zarówno w grze pojedynczej, jak i podwójnej. W październiku tego samego roku otrzymała dziką kartę do udziału w turnieju ITF w Luque, w którym wygrała swój pierwszy mecz w zawodowych rozgrywkach. W lipcu 2007 roku wygrała kwalifikacje do turnieju w brazylijskim Campos do Jordão, ale w turnieju głównym odpadła w pierwszej rundzie, przegrywając z Telianą Pereirą. Największe sukcesy z tego roku to półfinał debla w Asunción i ćwierćfinał singla w Cordobie. Pierwszy sukces, w postaci wygranego turnieju w singlu, przyszedł w październiku 2009 roku. Tenisistka wygrała wtedy turniej w Bauru, pokonując w finale Brazylijkę Vivian Segnini, którą pokonała również tydzień później, w finale podobnego turnieju w Santa Cruz w Boliwii. W tym samym roku wygrała również swój pierwszy turniej w grze podwójnej. W sumie wygrała czternaście turniejów w grze pojedynczej i dwadzieścia w grze podwójnej rangi ITF.
Tenisistka jest stałą reprezentantką kraju w rozgrywkach Pucharu Federacji, w których zadebiutowała w roku 2006. Podczas tych rozgrywek pokonała kilka wyżej notowanych tenisistek, chociażby takich jak: María Irigoyen, Maria Fernanda Alves czy Catalina Castaño.

## Finały turniejów WTA
| Legenda                     | Legenda |
| --------------------------- | ------- |
| Wielki Szlem                |         |
| Igrzyska olimpijskie        |         |
| WTA Tour Championships      |         |
| 2009 – 2020                 |         |
| WTA Premier Mandatory       |         |
| WTA Premier 5               |         |
| WTA Premier                 |         |
| WTA International Series    |         |
| WTA 125K series (2012–2020) |         |

### Gra podwójna 3 (1–2)
| Końcowy wynik | Nr | Data             | Turniej        | Nawierzchnia | Partnerka            | Przeciwniczki                       | Wynik finału |
| ------------- | -- | ---------------- | -------------- | ------------ | -------------------- | ----------------------------------- | ------------ |
| Zwyciężczyni  | 1. | 20 lutego 2016   | Rio de Janeiro | Ceglana      | María Irigoyen       | Tara Moore Conny Perrin             | 6:1, 7:6(5)  |
| Finalistka    | 1. | 4 marca 2017     | Acapulco       | Twarda       | Mariana Duque Mariño | Darija Jurak Anastasija Rodionowa   | 3:6, 2:6     |
| Finalistka    | 2. | 15 kwietnia 2017 | Bogota         | Ceglana      | Magda Linette        | Beatriz Haddad Maia Nadia Podoroska | 3:6, 6:7(4)  |

## Finały turniejów WTA 125K series

### Gra podwójna 1 (1–0)
| Końcowy wynik | Nr | Data              | Turniej  | Nawierzchnia | Partnerka   | Przeciwniczki                     | Wynik finału   |
| ------------- | -- | ----------------- | -------- | ------------ | ----------- | --------------------------------- | -------------- |
| Zwyciężczyni  | 1. | 27 listopada 2015 | Carlsbad | Twarda       | Gabriela Cé | Oksana Kalasznikowa Tatjana Maria | 1:6, 6:4, 10–8 |

## Wygrane turnieje rangi ITF
| turnieje z pulą nagród 100 000 $ |
| turnieje z pulą nagród 75 000 $  |
| turnieje z pulą nagród 50 000 $  |
| turnieje z pulą nagród 25 000 $  |
| turnieje z pulą nagród 15 000 $  |
| turnieje z pulą nagród 10 000 $  |

### Gra pojedyncza
|     | Data       | Turniej          | Kat. | ($)    | Naw.   | Finalistka         | Wynik            |
| 1.  | 18/10/2009 | Bauru            | ITF  | 10 000 | ziemna | Vivian Segnini     | 6:0, 6:3         |
| 2.  | 25/10/2009 | Santa Cruz       | ITF  | 10 000 | ziemna | Vivian Segnini     | 6:2, 6:2         |
| 3.  | 05/12/2009 | La Serena        | ITF  | 10 000 | ziemna | Barbara Rush       | 6:1, 6:4         |
| 4.  | 20/11/2010 | Asunción         | ITF  | 10 000 | ziemna | Tatiana Bua        | 6:2, 6:2         |
| 5.  | 11/12/2010 | Talca            | ITF  | 10 000 | ziemna | Camila Silva       | 7:6, 3:6, 6:3    |
| 6.  | 19/02/2011 | Buenos Aires     | ITF  | 10 000 | ziemna | Nathalia Rossi     | 4:1 krecz        |
| 7.  | 14/05/2011 | Encarnación      | ITF  | 10 000 | ziemna | Ornella Caron      | 6:2, 6:2         |
| 8.  | 31/07/2011 | Campos do Jordão | ITF  | 25 000 | twarda | Adriana Pérez      | 7:6, 7:5         |
| 9.  | 17/12/2011 | Santiago         | ITF  | 25 000 | ziemna | Mailen Auroux      | 6:0, 1:6, 6:3    |
| 10. | 11/11/2012 | Asunción         | ITF  | 25 000 | ziemna | Raluca Olaru       | 5:7, 7:6(7), 6:2 |
| 11. | 03/11/2013 | Caracas          | ITF  | 25 000 | twarda | Laura Pigossi      | 6:2, 6:2         |
| 12. | 15/12/2013 | Santiago         | ITF  | 25 000 | ziemna | María Irigoyen     | 6:3, 6:4         |
| 13. | 06/04/2014 | Medellín         | ITF  | 50 000 | ziemna | Irina-Camelia Begu | 6:4, 4:6, 6:4    |
| 14. | 06/12/2015 | Santiago         | ITF  | 25 000 | ziemna | Anne Schäfer       | 6:0, 2:6, 7:5    |